# Vermelho de etila
Vermelho de etila (ácido 2-[4-(Dietilamino)fenilazo]benzóico) é um composto químico de fórmula C17H19N3O2. Peso molecular de 297,36. Número CAS 76058-33-8. É um corante azóico, azo-composto.
Possui absorbância máxima em 447 nm.
É usado em determinação de pH em solos ácidos por métodos espectrofotométricos.
O vermelho de etila é usado em conjunto com o púrpura de bromocresol como indicador de processos em membranas de cloroplastos.